# Connecticut Sun 2008
La stagione 2008 delle Connecticut Sun fu la 10ª nella WNBA per la franchigia.
Le Connecticut Sun arrivarono seconde nella Eastern Conference con un record di 21-13. Nei play-off persero la semifinale di conference con le New York Liberty (2-1).

## Roster
| N° | Naz.                   | Ruolo | Sportivo            | Anno | Alt. | Peso |
| -- | ---------------------- | ----- | ------------------- | ---- | ---- | ---- |
| 00 | Stati Uniti (bandiera) | A     | Tamika Whitmore     | 1977 | 188  | 86   |
| 1  | Stati Uniti (bandiera) | GA    | Amber Holt          | 1985 | 183  | 76   |
| 7  | Francia (bandiera)     | C     | Sandrine Gruda      | 1987 | 193  | 84   |
| 10 | Stati Uniti (bandiera) | G     | Jamie Carey         | 1981 | 168  | 61   |
| 11 | Stati Uniti (bandiera) | G     | Ketia Swanier       | 1986 | 170  | 65   |
| 13 | Stati Uniti (bandiera) | G     | Lindsay Whalen      | 1982 | 173  | 68   |
| 15 | Stati Uniti (bandiera) | A     | Asjha Jones         | 1980 | 188  | 90   |
| 22 | Stati Uniti (bandiera) | GA    | Barbara Turner      | 1984 | 183  | 83   |
| 25 | Russia (bandiera)      | A     | Svetlana Abrosimova | 1980 | 188  | 78   |
| 31 | Australia (bandiera)   | G     | Erin Phillips       | 1985 | 170  | 73   |
| 33 | Stati Uniti (bandiera) | G     | Jolene Anderson     | 1986 | 175  | 75   |
| 34 | Stati Uniti (bandiera) | A     | Tamika Williams     | 1980 | 188  | 90   |
| 41 | Stati Uniti (bandiera) | A     | Kerri Gardin        | 1984 | 185  | 75   |
| 52 | Stati Uniti (bandiera) | A     | Danielle Page       | 1986 | 188  | 81   |

## Staff tecnico
- Allenatore: Mike Thibault
- Vice-allenatori: Bernadette Mattox, Scott Hawk
- Preparatore atletico: Jeremy Norman
- Preparatore fisico: Jodi Hopkins